# Svjatlana Cichanoŭskaja
Svjatlana Heorhieŭna Pilipčuk, coniugata Cichanoŭskaja (in bielorusso Святлана Георгіеўна Піліпчук? – Ціханоўская?; in russo Светлана Георгиевна Пилипчук? – Тихановская?, Svetlana Georgievna Pilipčuk – Tichanovskaja, traslitterazione anglosassone: Sviatlana Tsikhanouskaya e Svetlana Tikhanovskaya; pronuncia bielorussa [t͡sʲixaˈnɔwskaja] pronuncia russa [tʲɪxɐˈnofskəjə]; Mikaševiči, 11 settembre 1982), è una politica bielorussa, dal 2020 principale leader dell'opposizione e considerata dall'Unione europea e da diversi paesi occidentali come presidente eletta.
Candidatasi alle elezioni presidenziali del 2020 dopo l'arresto di suo marito, il precedente candidato, ha sfidato il presidente uscente Aljaksandr Lukašėnka, dittatore dal 1994, risultato vincitore; l'esito elettorale, contestato dalle opposizioni, non è stato riconosciuto dai Paesi dell'Unione europea. Secondo i sondaggi indipendenti clandestini e gli exit poll condotti ai consolati esteri i voti a Cichanoŭskaja oscillavano tra il 67 % e il 71 %, con Lukašėnka al 20 % circa, mentre i risultati ufficiali portarono il presidente uscente all'80 % e la principale sfidante al 10 %.

Dall'agosto 2020 conduce la sua attività di opposizione in esilio prima in Polonia e poi in Lituania, dopo il fallimento delle proteste di massa note anche come rivoluzione delle ciabatte, in risposta alle accuse di brogli e ai numerosi arresti.
Il suo nome è stato proposto due volte per il Premio Nobel per la pace per aver svolto un ruolo di primo piano nella sfida non violenta del presidente Lukašėnka e per aver chiesto elezioni eque. Ricercata dallo stato della Bielorussia per cospirazione per la presa del potere statale, creazione di una formazione estremista e appelli pubblici per la presa del potere, nel marzo 2023 è stata condannata in contumacia a una pena detentiva di 15 anni.

## Biografia
È la consorte del blogger e youtuber Sjarhej Cichanoŭskij, principale oppositore del presidente Aljaksandr Lukašėnka che è stato arrestato una prima volta il 9 maggio 2020, e, nuovamente, il 29 maggio 2020 con l'accusa di turbamento dell'ordine pubblico.
Svjatlana Cichanoŭskaja, di professione traduttrice e interprete, decise quindi di raccogliere le firme per candidarsi alle elezioni presidenziali in Bielorussia del 2020. La sua candidatura fu convalidata dal governo, che riuscì a impedire la partecipazione degli altri due sfidanti politici: Viktar Babaryka, arrestato a giugno con l'accusa di aver commesso alcuni reati finanziari, e Valeryj Capkala, che il 24 giugno aveva annunciato il deposito di 160.000 firme presso la commissione elettorale, a fronte di un quorum previsto pari a centomila unità. Il 30 giugno, la commissione ha respinto la sua candidatura, dichiarando che solamente 75.000 firme erano autenticate, non raggiungendo quindi il numero minimo necessario.
Valeryj Capkala e Viktar Babaryka si erano presentati con due programmi elettorali che condividevano alcuni tratti salienti: l'avvio di un radicale processo di liberalizzazione economica, la modernizzazione dello Stato e una politica estera di alleanza generalizzata con i partner stranieri. a questi punti qualificanti, il programma di Capkala aggiungeva il progetto di apertura dell'economia bielorussa agli investitori esteri e la concezione di un Capo dello stato-gestore, eleggibile per non più di due mandati consecutivi.
Date le comunanze politiche e la reciproca esclusione dall'agone elettorale, Capkala e Babaryka decisero di far convergere i loro voti sul nuovo volto della politica bielorussa: la neocandidata Svjatlana Cichanoŭskaja. Una foto di Cichanoŭskaja con Maria Kolesnikova, capo della campagna di Babaryka, e Veronika Capkala, la moglie di Valeryj Capkala, è diventata un simbolo della sua campagna.
La Cichanoŭskaja ha denunciato l'eccessiva rigidità della politica di Lukašėnka, chiedendo il rilascio di tutti coloro che sono stati trattenuti durante gli scontri con la polizia. Inoltre, ha accusato il presidente, ininterrottamente al potere dal 1994, di non aver adottato le misure necessarie per fermare la pandemia di COVID-19. La notte prima delle elezioni, la polizia ha arrestato gli alti funzionari della campagna di Cichanoŭskaja e lei è stata costretta a nascondersi a Minsk, prima di riemergere il giorno delle elezioni durante un'apparizione in un seggio elettorale.

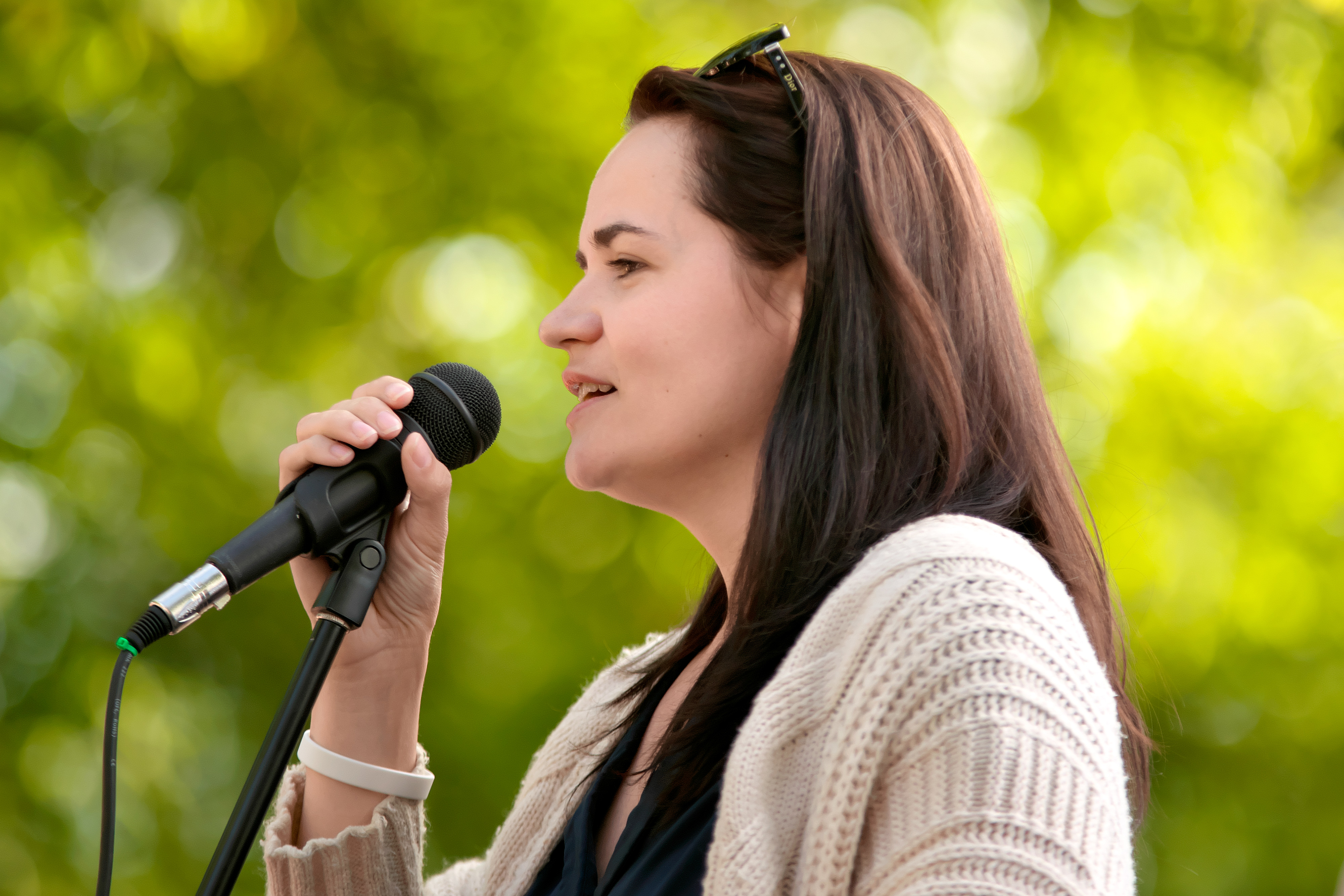
Cichanoŭskaja a Vitebsk il 24 luglio 2020

Sebbene si candidi come indipendente, Cichanoŭskaja ha attirato il sostegno di tutto lo spettro dell'opposizione politica bielorussa. Vital Rymašeŭski, co-leader della Democrazia cristiana bielorussa, ha annunciato il sostegno del suo partito, così come il Partito socialdemocratico bielorusso (Assemblea), il Partito civico unito della Bielorussia e il Partito delle donne bielorusse "Nadzieja". Ha anche ricevuto sostegno dal candidato presidenziale 2010 Mikola Statkevič. Ivonka Survilla, presidente della Rada della Repubblica popolare bielorussa, ha espresso il suo sostegno a Cichanoŭskaja.
Le manifestazioni a sostegno di Cichanoŭskaja e in opposizione a Lukašėnka sono state le più grandi nella storia della Bielorussia post-sovietica, attirando folle di 20.000 persone a Brest e 60.000 a Minsk.

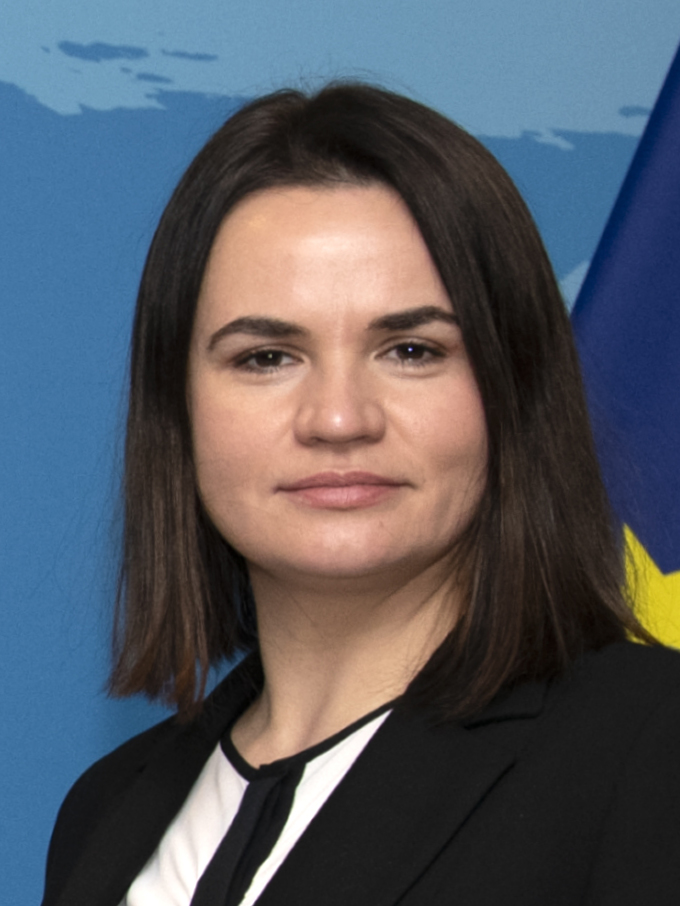
Svjatlana Cichanoŭskaja nel 2020

### Risultati ufficiali
I risultati ufficiali pubblicati dalla Commissione elettorale centrale della Bielorussia hanno dato a Cichanoŭskaja 588.622 voti, ovvero il 10,12% dei voti, contro l'80,10% di Lukašėnka. Tuttavia, le accuse di frode diffusa sono state immediatamente rese pubbliche, inclusa una denuncia formale alla Commissione elettorale centrale (CEC) da parte di Cichanoŭskaja.
Dopo le elezioni è fuggita in Lituania, dove già si trovavano i due figli, per timore di essere arrestata. Nella sua prima conferenza stampa dopo la fuga, il 21 agosto 2020, ha affermato che i bielorussi "non accetteranno mai la leadership" di Lukašėnka e che intende tornare in Bielorussia "quando mi sentirò al sicuro lì". In un video diffuso su YouTube ha anche invitato i bielorussi a continuare a scioperare. Secondo osservatori occidentali la rivolta di Minsk è "l'ultima scossa di assestamento" - "una rivoluzione di velluto" - dopo il terremoto della caduta del Muro di Berlino.

### In esilio

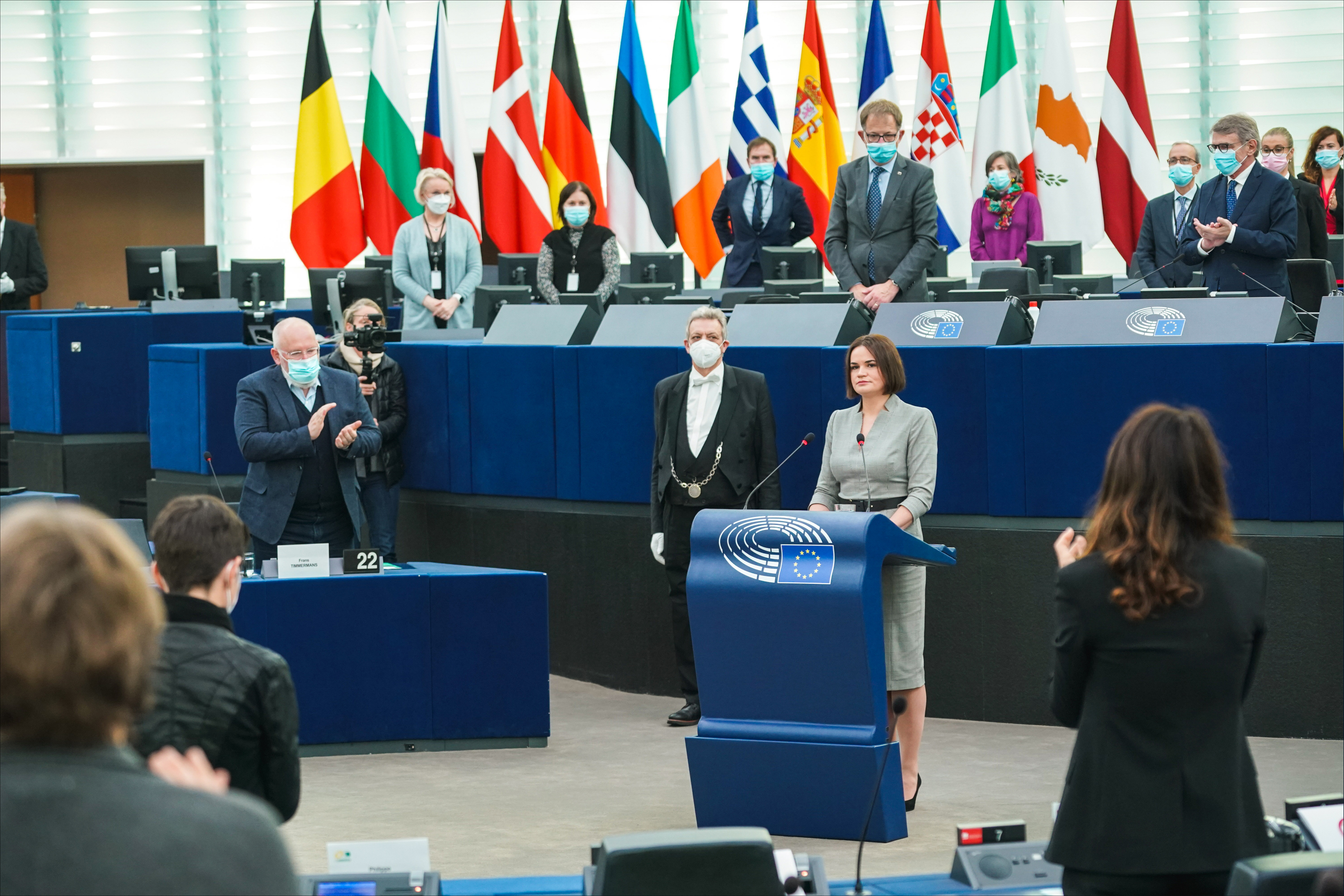
Cichanoŭskaja si rivolge ai membri del Parlamento europeo nel novembre 2021

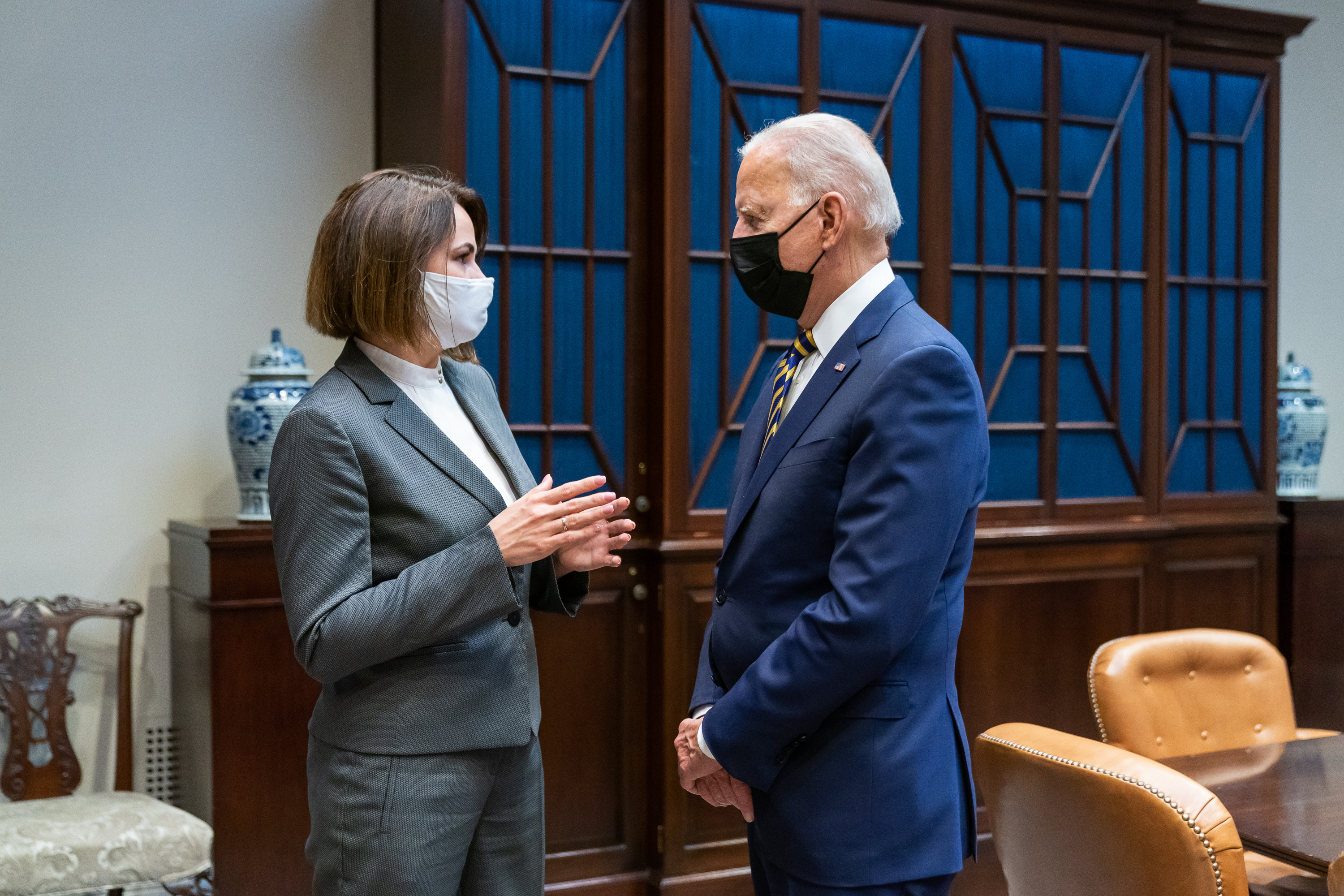
Cichanoŭskaja con il Presidente USA Joe Biden alla Casa Bianca nel luglio 2021

L'11 agosto 2020 il ministro degli Esteri lituano Linas Linkevičius ha annunciato che Cichanoŭskaja era "al sicuro" in Lituania, riconoscendo anche di avere "poche opzioni". Sempre l'11 agosto, il Comitato per la sicurezza dello Stato della Bielorussia ha annunciato che era stato compiuto un attentato alla vita di Cichanoŭskaja, affermando che i manifestanti avevano bisogno di cercare un "sacrificio".
Più tardi quella notte, la televisione di stato ha rilasciato un videomessaggio da Cichanoŭskaja in cui apparentemente ammetteva la sconfitta e sollecitava la fine delle proteste. Tuttavia, il netto cambiamento nel comportamento e nel messaggio ha portato gli alleati ad affermare che il video era stato forzato, con alcuni che sono arrivati al punto di paragonarlo a un video di ostaggi. Ha in seguito dichiarato di aver lasciato la Bielorussia dopo essere stata direttamente minacciata dal KGB di arresto e di perdita della potestà sui figli che sarebbero finiti in un orfanotrofio statale, durante tutta la campagna elettorale e dopo. Secondo le sue dichiarazioni e i rapporti di Amnesty International, dopo aver arrestato molti dei loro mariti, le forze di sicurezza hanno ripetutamente minacciato le attiviste di violenza sessuale. Cichanoŭskaja venne accompagnata al confine dalle forze di sicurezza come già avevano tentato di fare con Maryja Kalesnikava, e le venne consegnata una busta che rifiutò di aprire fino al 2025, contenente 15.000 euro.
Il governo polacco ha assegnato una residenza a Cichanoŭskaja e ad altri membri dell'opposizione bielorussa nel distretto Praga-Południe di Varsavia. Ha aperto la residenza insieme alla Casa Bielorussa a Varsavia durante una visita a Varsavia dove ha incontrato il primo ministro polacco Mateusz Morawiecki. Anche il suo collega attivista dell'opposizione Valeryj Capkala si è trasferito in Polonia dall'Ucraina. Il 20 luglio 2021, Cichanoŭskaja ha affermato di aver chiesto ai funzionari dell'amministrazione Biden di imporre ulteriori sanzioni alle società bielorusse dei settori del potassio, del petrolio, del legno e dell'acciaio, durante una visita a Washington.

### 2022 - Invasione russa dell'Ucraina

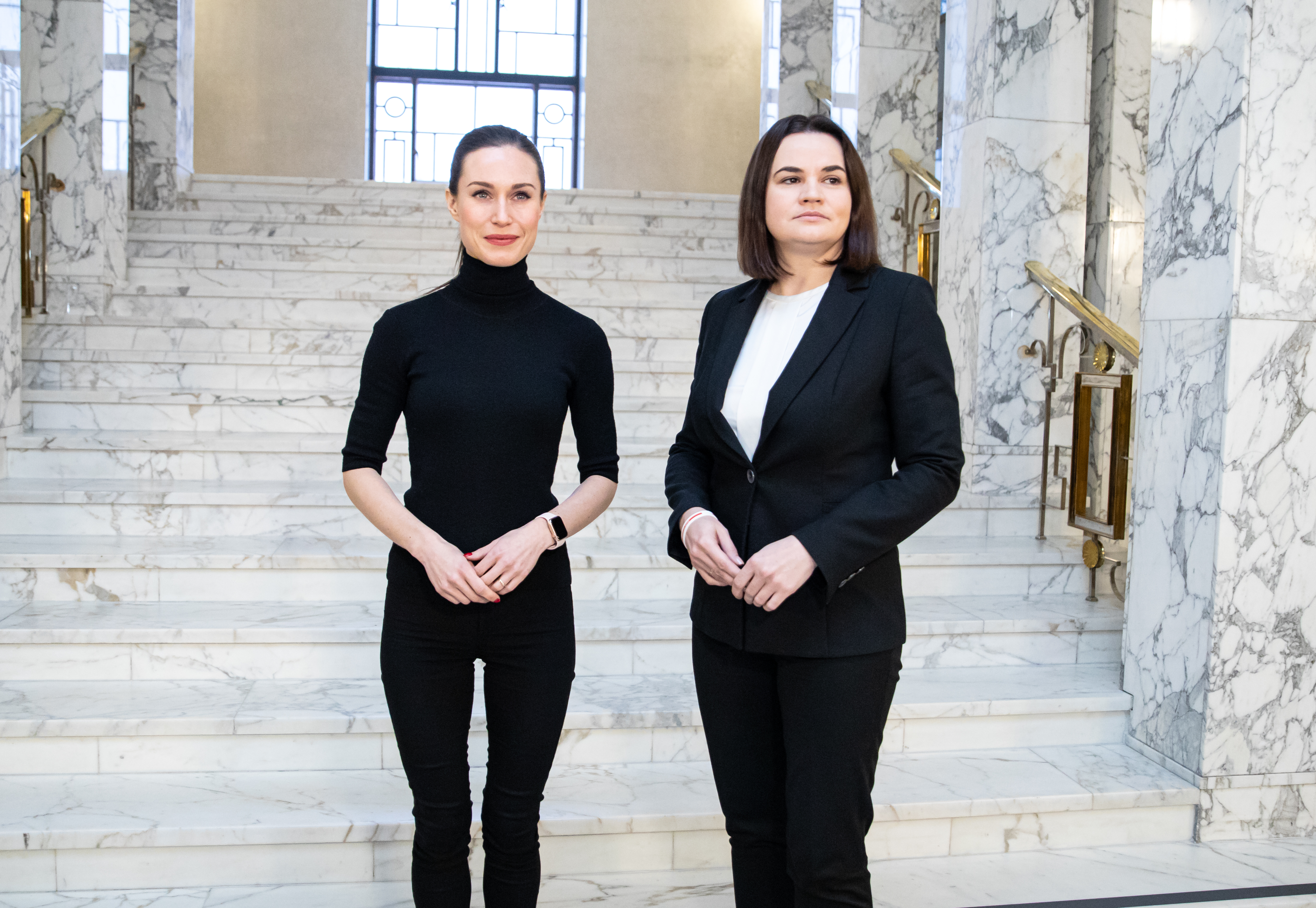
Cichanoŭskaja con il primo ministro Sanna Marin a Helsinki nel 2022

Il 26 febbraio 2022, in risposta alla partecipazione della Bielorussia all'invasione russa dell'Ucraina del 2022 Cichanoŭskaja ha pubblicato un tweet affermando "... mi sono dichiarata leader nazionale della Bielorussia per proteggere la sovranità e l'indipendenza del nostro paese, rappresentarlo nei negoziati sulla sicurezza & gestione delle crisi nella regione", e ha affermato che "creerà un gabinetto di transizione", dopo aver affermato che "la Bielorussia ha perso la sua indipendenza" e Lukashenko "ha commesso alto tradimento".
Il 2 marzo 2022 Cichanoŭskaja ha annunciato una mobilitazione contro la guerra e ha pubblicato un manifesto del movimento contro la guerra invitando i bielorussi a opporsi all'invasione russa in Ucraina e implorando i soldati bielorussi di rifiutarsi di partecipare alla guerra. L'11 marzo 2022 ha approvato la creazione del Battaglione Kastuś Kalinoŭski, reparto formato da volontari bielorussi che combatte per l'Ucraina, e ha osservato che "sempre più persone dalla Bielorussia si uniscono per aiutare gli ucraini a difendere il loro paese".

### Il "Gabinetto di transizione"

Storica bandiera bielorussa usata dall'opposizione

Il 9 agosto 2022 in una conferenza tenutasi a Vilnius, Cichanoŭskaja ha annunciato la creazione del Gabinetto di transizione unito. Inizialmente era composto da Pavel Latuška (responsabile della transizione del potere), Aljaksandr Azaraŭ (responsabile del ripristino della legge e dell'ordine), Valeryj Kavaleŭski (affari esteri) e Valeryj Sachaščyk (difesa e sicurezza nazionale)., un governo in esilio alternativo, mentre il Consiglio di transizione svolge il ruolo di Parlamento. È alleato con il governo in esilio e assemblea (rada) di Ivonka Survilla che fa riferimento alla Repubblica Popolare Bielorussa e ha degli uffici in vari paesi europei denominati "ambasciate popolari della Belarus". Valeryj Capkala non ha riconosciuto questa istituzione.
Nel dicembre 2022, Cichanoŭskaja ha invitato i bielorussi a informare l'Ucraina dei movimenti di truppe e attrezzature russe all'interno della Bielorussia.
Ricercata dallo stato della Bielorussia per cospirazione e altre accuse, nel marzo 2023 è stata condannata in contumacia a una pena detentiva di 15 anni.
Nel febbraio 2024 ha anche incontrato Julija Naval'naja, la vedova del dissidente russo Aleksej Naval'nyj.
Il governo alternativo di Cichanoŭskaja ha deciso nel 2024 di rilasciare passaporti bielorussi alternativi alla Bielorussia di Lukašėnka e conferire onorificenze.

## Vita privata
Sposata con il youtuber, blogger e attivista per la democrazia Sjarhej Cichanoŭskij, la coppia ha un figlio e una figlia. Svjatlana ha ritirato i figli da scuola durante la pandemia di COVID-19, e come ex insegnante si è dedicata alla loro istruzione. Il figlio Karney è quasi completamente sordo e necessita di assistenza.
Sjarhej Cichanoŭski è stato arrestato nel 2020, e Svjatlana non ha potuto rivederlo per anni; dal 2022 gli è stato impedito qualsiasi contatto con l'esterno; Sjarhej è stato liberato nel 2025.
Tutta la famiglia risiede a Vilnius in Lituania.

## Premi
Cichanoŭskaja era nella lista delle 100 donne della BBC annunciata il 23 novembre 2020 ed è stata inclusa anche nell'edizione 2020 delle 50 donne più influenti di Bloomberg.
Cichanoŭskaja e altri leader bielorussi dell'opposizione democratica del paese hanno ricevuto il Premio Sakharov per la libertà di pensiero 2020 del Parlamento europeo in una cerimonia tenutasi il 16 dicembre a Bruxelles. Nel 2021, è stata nominata per il Premio Nobel per la pace 2021 dal presidente della Lituania Gitanas Nausėda e da diversi membri del parlamento norvegese. Lei e altri leader bielorussi dell'opposizione democratica del paese hanno vinto nel 2022 il Premio Carlo Magno.